# PSV in het seizoen 2016/17 (vrouwen)
Het seizoen 2016/2017 was het 5e jaar in het bestaan van de Eindhovense vrouwenvoetbalclub PSV. De club kwam uit in de Eredivisie en eindigde op de derde plaats. In het toernooi om de KNVB beker werd in de finale verloren van AFC Ajax (0–2).

## Wedstrijdstatistieken

### Eredivisie
|       | Achilles '29 | ADO Den Haag | AFC Ajax  | sc Heerenveen | PEC Zwolle | SC Telstar | FC Twente |
| ----- | ------------ | ------------ | --------- | ------------- | ---------- | ---------- | --------- |
| Thuis | 0 – 0        | 3 – 3        | 1 – 2     | 6 – 0         | 6 – 0      | 5 – 1      | 2 – 5     |
| Uit   | 0 – 5        | 3 – 1        | 2 – 1     | 2 – 1         | 0 – 2      | 1 – 3      | 1 – 1     |
|       | 5 – 0 (T)    | 1 – 0 (U)    | 1 – 0 (T) | 1 – 2 (U)     | 1 – 3 (U)  | 4 – 0 (T)  | 3 – 4 (U) |

#### Kampioensgroep 1–4
|       | ADO Den Haag | AFC Ajax | FC Twente |
| ----- | ------------ | -------- | --------- |
| Thuis | 2 – 0        | 0 – 2    | 0 – 1     |
| Uit   | 2 – 1        | 1 – 0    | 2 – 1     |

### KNVB beker
| Achtste finale                          | RVVH                                                     | 0 – 8 (0 – 4)                        | PSV |  |
| Plaats: Ridderkerk Sportpark Ridderkerk |                                                          |                                      | –', –' Vanity Lewerissa –', –' Pleun Raaijmakers Myrthe Moorrees Lucie Akkerman Jeslynn Kuijpers Kirsten Koopmans |  |
| Kwartfinale                             | PSV                                                      | 2 – 0 (0 – 0)                        | Achilles '29 |  |
| Plaats: Eindhoven Jan Louwers Stadion   | Vanity Lewerissa –', –'                                  | Wedstrijdverslag                     | |  |
| Halve finale                            | PSV                                                      | 1 – 1 (0 – 0) 4 – 3 na strafschoppen | sc Heerenveen |  |
| Plaats: Eindhoven Jan Louwers Stadion   | Nadia Coolen 7430'                                       | Wedstrijdverslag                     | 90+2' Tiny Hoekstra                                                                                               |  |
| Finale                                  | AFC Ajax                                                 | 2 – 0 (0 – 0)                        | PSV |  |
| Plaats: Den Haag Kyocera Stadion        | Desiree van Lunteren 55' Marjolijn van den Bighelaar 68' | Wedstrijdverslag                     | |  |

## Statistieken PSV 2016/2017

### Eindstand PSV Vrouwen in de Eredivisie 2016 / 2017
| Stand | Gespeeld | Gewonnen | Gelijk | Verloren | Punten | Doelpunten voor | Doelpunten tegen | Gele kaarten | Rode kaarten |
| ----- | -------- | -------- | ------ | -------- | ------ | --------------- | ---------------- | ------------ | ------------ |
| 3e    | 21       | 12       | 3      | 6        | 39     | 56              | 26               | 10           | 0            |

### Eindstand PSV Vrouwen in de kampioensgroep 1–4 2016 / 2017
| Stand | Gespeeld | Gewonnen | Gelijk | Verloren | Punten | Doelpunten voor | Doelpunten tegen | Gele kaarten | Rode kaarten |
| ----- | -------- | -------- | ------ | -------- | ------ | --------------- | ---------------- | ------------ | ------------ |
| 3e    | 6        | 1        | 0      | 5        | 23     | 4               | 8                | 3            | 0            |

### Topscorers
| #      | Naam                  | Goal |
| ------ | --------------------- | ---- |
| 1.     | Vanity Lewerissa      | 13   |
| 2.     | Myrthe Moorrees       | 8    |
| 3.     | Vanessa Susanna       | 7    |
| 4.     | Jeslynn Kuijpers      | 6    |
| 5.     | Sisca Folkertsma      | 5    |
| 6.     | Lucie Akkerman        | 4    |
| 6.     | Nadia Coolen          | 4    |
| 7.     | Kirsten Koopmans      | 3    |
| 7.     | Aniek Nouwen          | 3    |
| 8.     | Michelle Hendriks     | 2    |
| 9.     | Melissa Evers         | 1    |
| 9.     | Pleun Raaijmakers     | 1    |
| 9.     | Maureen Sanders       | 1    |
| 9.     | Yvonne van Schijndel  | 1    |
| 9.     | Mauri van de Wetering | 1    |
| Totaal | Totaal                | 60   |

| #      | Naam              | Goal |
| ------ | ----------------- | ---- |
| 1.     | Vanity Lewerissa  | 4    |
| 2.     | Pleun Raaijmakers | 2    |
| 3.     | Lucie Akkerman    | 1    |
| 3.     | Nadia Coolen      | 1    |
| 3.     | Kirsten Koopmans  | 1    |
| 3.     | Jeslynn Kuijpers  | 1    |
| 3.     | Myrthe Moorrees   | 1    |
| Totaal | Totaal            | 11   |

### Kaarten
| #      | Naam                  |    |
| ------ | --------------------- | -- |
| 1.     | Myrthe Moorrees       | 4  |
| 2.     | Lucie Akkerman        | 1  |
| 2.     | Nadia Coolen          | 1  |
| 2.     | Melissa Evers         | 1  |
| 2.     | Sisca Folkertsma      | 1  |
| 2.     | Michelle Hendriks     | 1  |
| 2.     | Kirsten Koopmans      | 1  |
| 2.     | Pleun Raaijmakers     | 1  |
| 2.     | Vanessa Susanna       | 1  |
| 2.     | Mauri van de Wetering | 1  |
| Totaal | Totaal                | 13 |

| #      | Naam        |   |
| ------ | ----------- | - |
| –      | Geen speler | 0 |
| Totaal | Totaal      | 0 |

| #      | Naam        |   |
| ------ | ----------- | - |
| –      | Geen speler | 0 |
| Totaal | Totaal      | 0 |

## Voetnoten
Achilles '29 · 
ADO Den Haag · 
Ajax · 
sc Heerenveen · 
PEC Zwolle · 
PSV · 
SC Telstar VVNH · 
FC Twente